# Histoire de la Grèce

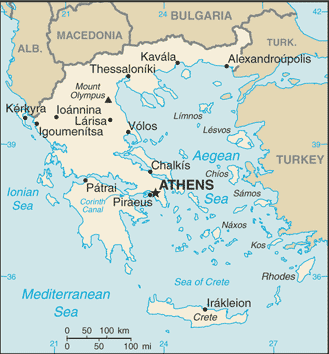
Grèce (2024)

Cet article contient les faits essentiels concernant l'histoire de la Grèce de la préhistoire à nos jours.
Il ne s'agit pas seulement de l'histoire du territoire de la Grèce actuelle, mais d'un ensemble de territoires où la civilisation grecque a régné au cours de ses épisodes successifs : la Grèce de l'époque mycénienne, la Grèce des cités classiques (Athènes, Sparte), la Grèce hellénistique de l'empire d’Alexandre le Grand (de la Macédoine à l'Afghanistan et à l'Égypte), la Grèce de l’Empire romain, puis de l'Empire byzantin, prolongement de l'Empire romain d'Orient, la Grèce sous domination ottomane, puis, après l'indépendance proclamée en 1821, le royaume de Grèce, et l'actuelle République hellénique, la troisième, qui date de 1974.
Les historiens disposent pour écrire l'histoire de cette civilisation de sources écrites et archéologiques abondantes depuis l'Antiquité : les premiers écrits en grec datent de l'époque mycénienne.
En 2024, la Grèce, pays de l'Europe du Sud-Est ou des Balkans, sur un territoire de 131 957 km2, abrite une population d'environ 10,5 millions de Grecques et Grecs, parlant très majoritairement le grec.
La diaspora grecque concernerait près de six millions de personnes, principalement aux États-Unis (1 à 3 millions de Gréco-Américains), mais aussi au Canada, au Chili, à Chypre, au Royaume-Uni, en Afrique du Sud, Russie, Ukraine, Albanie, Allemagne, Australie...

## Préhistoire
Quelques sites paléolithiques sont aujourd'hui connus en Grèce. Les traces de présence humaine les plus anciennes remontent à 700 000 BP dans la péninsule chalcidique, où un crâne de pré-néandertalien a été découvert à Petrálona (Πετράλωνα) . Par ailleurs, des traces plus récentes, datant de 40 000 av. J.-C. ont été retrouvées. Trois grottes de la vallée du Louros furent occupées durant le Paléolithique. Un crâne d'homme de Néandertal fut découvert dans les environs de Thessalonique.
Dès le VIIe millénaire av. J.-C., des sites, annonçant une « révolution néolithique » déjà bien engagée en Orient, révèlent l'apparition de bergers et d'agriculteurs cultivant notamment la vigne et l'olivier.

## Protohistoire
La tradition grecque a gardé le souvenir fondateur de migrations successives. Les Grecs ont pu ainsi se reconnaître, par exemple, parmi les Achéens évoqués par Homère.
Aussi, avec l'arrivée depuis les régions septentrionales de guerriers indo-européens, aux IIIe et IIe millénaire av. J.-C., se développe une société plus complexe, plus hiérarchisée. L'usage du métal se répand, et l'on découvre également de nouvelles techniques de navigation et d'agriculture. Les indo-européens importent enfin leur langue et l'habitude de fortifier les villages.

### Civilisation cycladique
- Culture des Cyclades

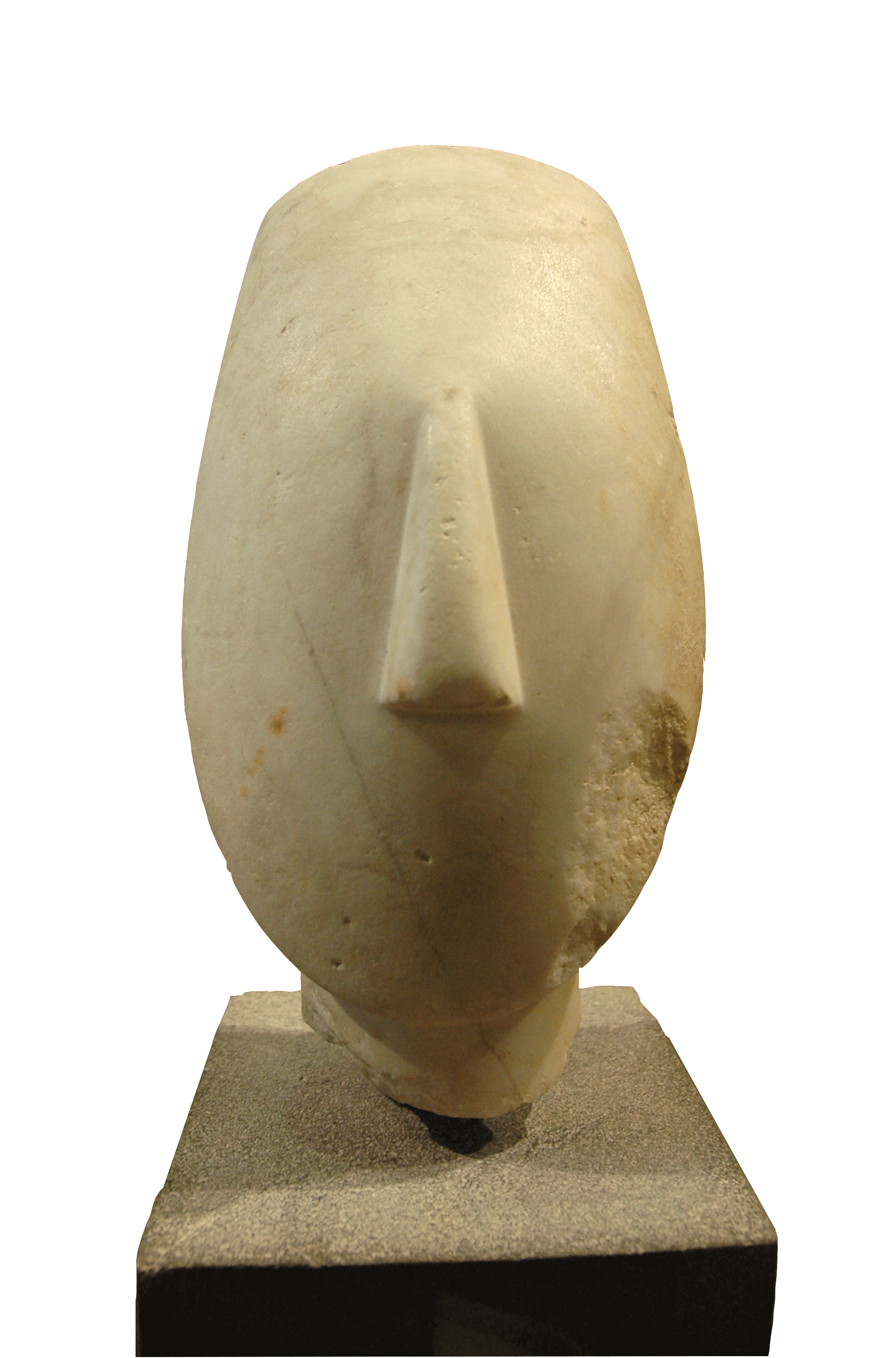
Tête cycladique.

L'archéologue grec Chrístos Tsoúntas a suggéré à la fin du XIXe siècle, après avoir rapproché diverses découvertes sur de nombreuses îles, que les Cyclades auraient été englobées dans une unité culturelle au IIIe millénaire av. J.-C. : la civilisation cycladique, remontant à l'âge du bronze. Elle est célèbre pour ses idoles de marbre, retrouvées jusqu'au Portugal et à l'embouchure du Danube, ce qui prouve son dynamisme.
Elle est un peu plus ancienne que la civilisation minoenne de Crète. Les débuts de la civilisation minoenne furent influencés par la civilisation cycladique : des statuettes cycladiques furent importées en Crète et les artisans locaux imitèrent les techniques cycladiques, les sites d'Aghia Photia et d'Archanes en ont apporté les preuves archéologiques. De même, le cimetière d'Aghios Kosmas en Attique a révélé des tombes de type cycladique contenant des objets cycladiques pouvant indiquer soit la présence d'une colonie cycladique, soit une forte proportion de la population d'origine cycladique, en tout cas une influence cycladique certaine.
On distingue traditionnellement trois grandes périodes (équivalentes à celles qui divisent l'Helladique sur le continent et le Minoen en Crète) :
- le Cycladique ancien I (CA I) (3200 - 2800) dit aussi Culture Grotta-Pelos ;
- le Cycladique ancien II (CA II) (2800 - 2300) dit aussi Culture Kéros-Syros, souvent considérée comme l'apogée de la civilisation cycladique ;
- le Cycladique ancien III (CA III) (2300 - 2000) dit aussi Culture Phylakopi.

### Civilisation minoenne

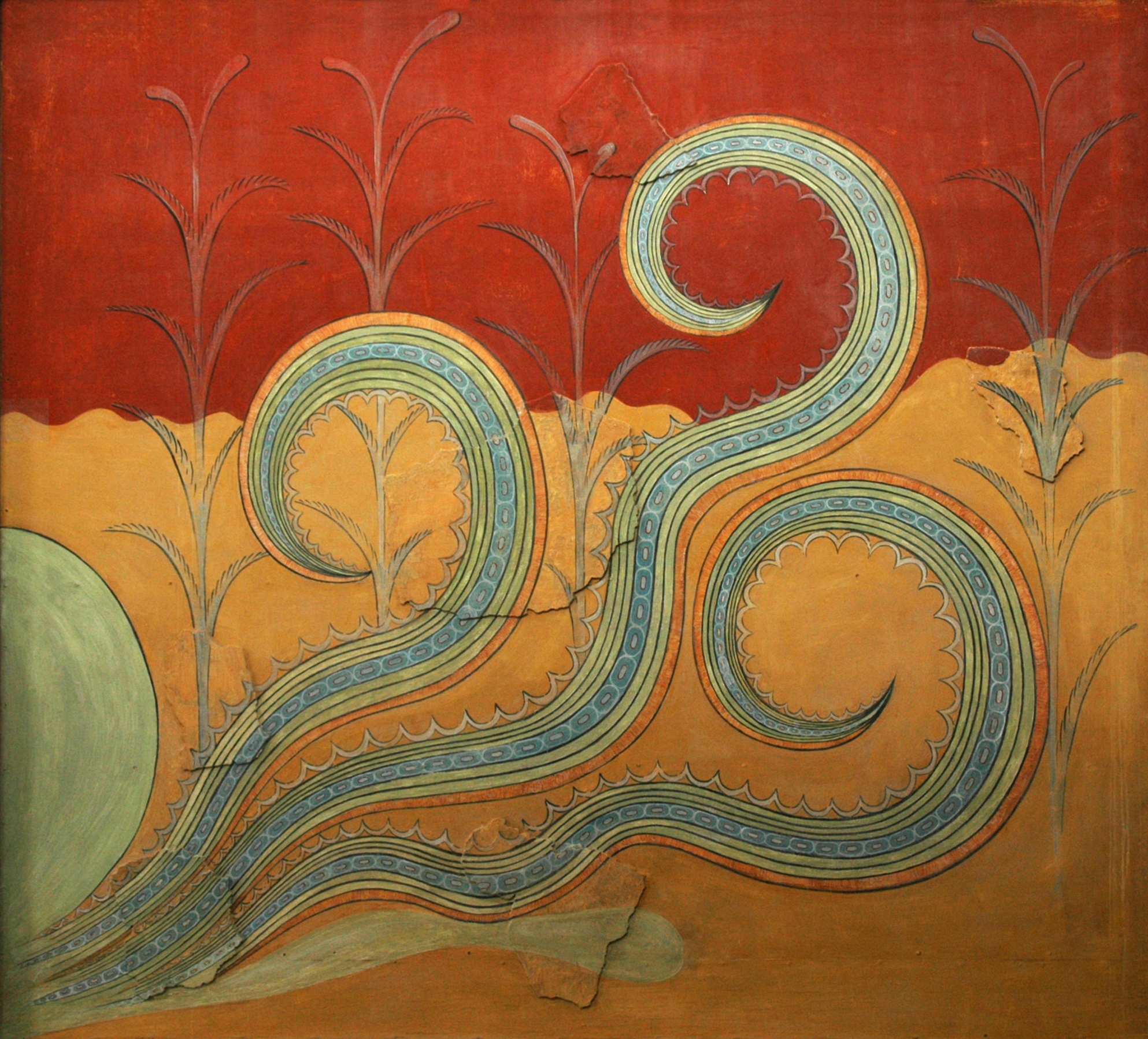
Fresque à Knossos.

La civilisation minoenne se développe en Crète de 2700 à 1200 av. J.-C. Tirant son nom du nom du roi légendaire Minos, elle a été révélée par l'archéologue anglais Arthur John Evans au début du XXe siècle.

### Civilisation mycénienne
La civilisation mycénienne est une civilisation préhellénique de l’Helladique récent (fin de l'Âge du bronze). Elle tire son nom de la ville de Mycènes, située dans le Péloponnèse. Cette civilisation avait pour écriture le linéaire B.
Au XVIe siècle av. J.-C. se développe la civilisation mycénienne, caractérisée par des fortifications de grande taille entourant des cités situées en hauteur telles Mycènes ou Tirynthe et dont il reste encore aujourd'hui de nombreux vestiges. Selon la tradition (cf. guerre de Troie), ces guerriers seraient responsables de la destruction de Troie. Cette puissance maritime, que l'on retrouve de la Sicile à la Colchide, fonde des colonies, les achaies. Vers 1200 av. J.-C., la splendeur mycénienne prend fin. S'ouvre alors une période que l'historiographie a longtemps appelé les « siècles obscurs », dont il reste assez peu de traces, hormis quelques passages des récits d'Homère ou d'Hésiode.
À partir du IXe siècle av. J.-C., les hommes se regroupent en cités, qui préfigurent les cités-États (voir synœcisme). En 776 sont organisés les premiers Jeux olympiques, en l'honneur de Zeus, le roi des dieux dans la mythologie grecque. Outre les épreuves sportives, dont la tradition se perpétue aujourd'hui encore, les compétitions portent alors également sur la littérature et la musique. C'est à cette époque que la civilisation grecque recommence à rayonner au-delà des rives de la mer Égée.

## Antiquité
- Histoire de la Grèce antique, Athènes antique

### Siècles obscurs, de -1150c à -750c
- Invasion dorienne

L'historiographie moderne appelle siècles obscurs (Dark Ages, « Âges sombres » suivant l'expression anglaise d'origine), en Grèce antique, l'époque qui va du XIIe siècle av. J.-C. au VIIIe siècle av. J.-C.
Les invasions qui aboutissent à la destruction de la civilisation mycénienne marquent le début de la période. Le submycénien commence en 1200 av. J.-C. au maximum et s'étend jusque vers 1015. Il est suivi par le proto-géométrique. Celui-ci se termine avec l'émergence d'Athènes comme foyer culturel, vers 875, caractérisée par le succès d'une nouvelle forme de céramique dite géométrique, et l'avènement de l'âge des cités.

### Époque archaïque, de -750c à -500c
On désigne du terme époque archaïque une des cinq époques de l'histoire grecque, définie sur la base des styles de poterie. Elle commence vers 620 et se termine en 480. L'expression est parfois utilisée dans un sens plus large pour la période qui s'étale entre 750 et 480.

### Époque classique, de -510c à -320c
En ce qui concerne la Grèce antique, l'époque classique correspond à la majeure partie des Ve et IVe siècles av. J.-C., c'est-à-dire depuis la chute de la tyrannie à Athènes en 510 jusqu'à la mort d'Alexandre le Grand en 323.
L'expression d'« époque classique » est une dénomination postérieure à la période chronologique à laquelle elle renvoie. Les Grecs ont eu conscience que le monde qui existait avant l'épopée d'Alexandre le Grand et la dilatation du monde grec, pouvait être considéré comme un « âge d'or ». De manière plus contemporaine, l'époque classique sert à désigner la période durant laquelle les valeurs et les institutions fondamentales du monde grec trouvèrent leur pleine expression et arrivèrent à maturité.
Considérée comme la période de référence, il n'y a pas de rupture entre les différentes époques. « Époque classique » est  une expression historique commode pour les historiens de ces périodes.

### Époque hellénistique, de -330c à -150c

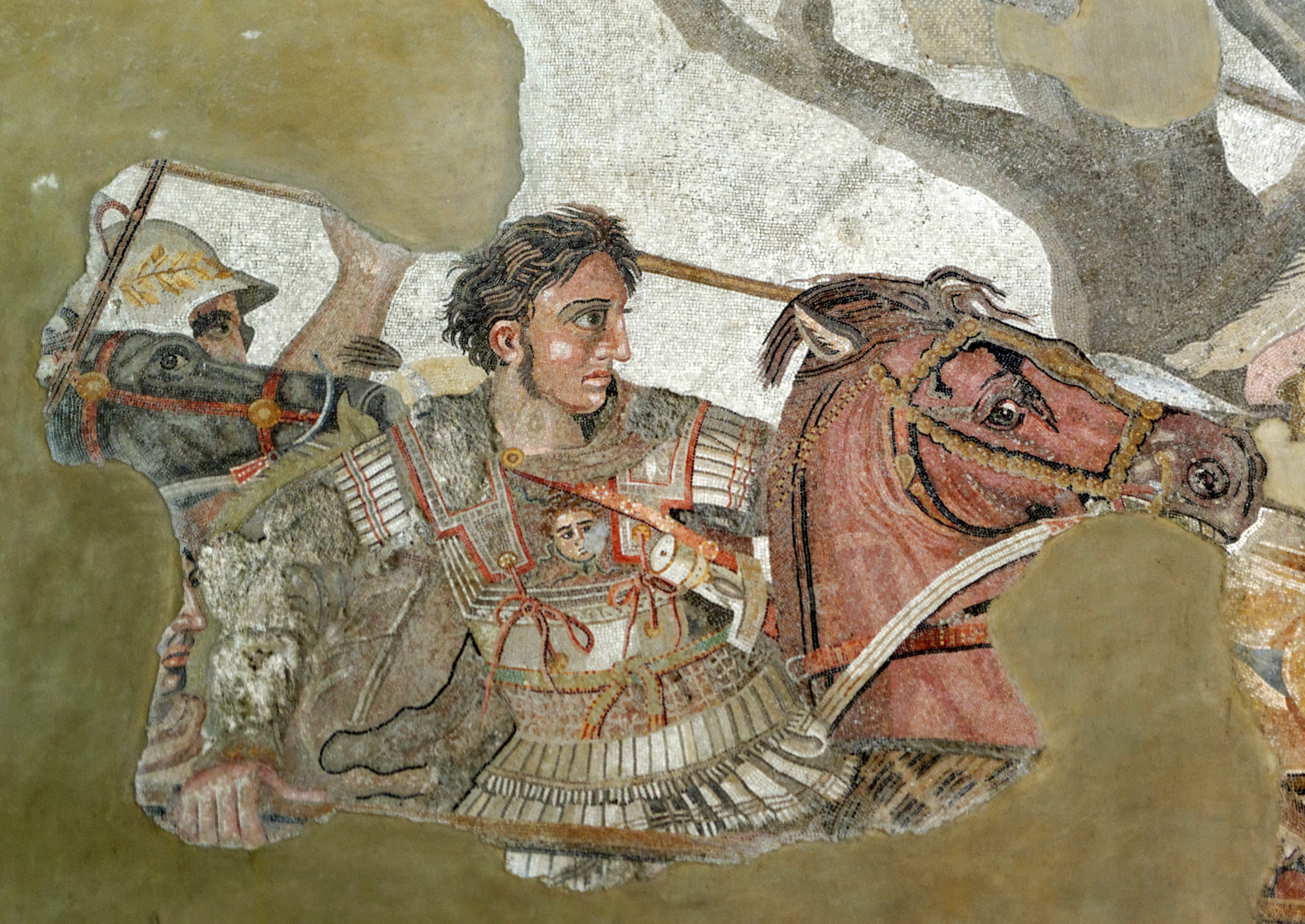
Alexandre le Grand.

- Alexandre le Grand, Guerres des Diadoques, Koinè (grec), Art hellénistique

L’époque hellénistique (IVe-Ier siècle av. J.-C.), si l’on excepte les figures d’Alexandre le Grand et de Cléopâtre, est relativement méconnue. Elle est souvent considérée comme une période de transition, parfois même de déclin ou de décadence, entre l’éclat de l’époque classique grecque et la puissance de l’Empire romain. Cependant la splendeur des villes, telles Alexandrie, Antioche, Pergame, l’importance des échanges économiques, des métissages culturels, le rôle dominant de la langue grecque et sa diffusion vont profondément modifier le visage du Moyen-Orient antique y compris plus tard sous la domination romaine.
L’époque hellénistique a été définie par les historiens du XIXe siècle (le terme « hellénistique » est employé pour la première fois par l’historien allemand Johann Gustav Droysen dans Geschichte des Hellenismus (1836 et 1843), à partir d’un critère linguistique et culturel à savoir l’accroissement spectaculaire des régions où l’on parle le grec (ἑλληνίζειν / hellênízein) et donc du phénomène d’expansion de l’hellénisme. Cependant ce phénomène d’hellénisation des populations et de rencontre entre les anciennes civilisations orientales et grecques se poursuit y compris sous l’« Empire gréco-romain », selon l’expression de Paul Veyne. Les limites chronologiques de la période hellénistique sont donc conventionnelles et politiques : elles débutent avec les conquêtes d’Alexandre le Grand et se terminent quand le suicide du dernier grand souverain hellénistique, la reine d’Égypte Cléopâtre VII, fait place à la domination romaine.
Les travaux archéologiques et historiques récents conduisent à réévaluer cette période et en particulier deux aspects caractéristiques de l’époque, l’existence et le poids des grands royaumes dirigés par des dynasties d’origine grecque ou macédonienne (Lagides, Séleucides, Antigonides, Attalides, etc.) mais aussi le rôle déterminant des centaines de cités dont l’importance, contrairement à une idée longtemps répandue, est loin de décliner.

### Grèce romaine, de -146 à + 330
- Grèce romaine

La période de domination romaine en Grèce s'étend conventionnellement de -146 après le sac de Corinthe jusqu'à la reconstruction de Byzance par Constantin Ier et sa proclamation en tant que seconde capitale de l'Empire romain en 330 apr. J.-C..

## Grèce médiévale

### L'Empire byzantin, prolongement de l'Empire romain d'Orient (395-476)
En 395, à la mort de Théodose Ier, l'Empire romain est divisé en deux : l'Empire romain d'Occident, qui disparaît en 476, et l'Empire romain d'Orient (en grec Βασιλεία Ρωμαίων / Basileía Rômaíôn « Empire romain », qui a été appelé au XVIe siècle « byzantin » par Hieronymus Wolf), qui dure jusqu'au XVe siècle. Le fait que les « Byzantins » se considéraient comme « romains » a laissé des traces : par exemple, le mot grec romeiotitè, qui signifie « grécité », l'adjectif (utilisé au XIXe siècle) « romaïque », pour nommer le grec moderne.
Un certain nombre de valeurs et de savoirs de l'Antiquité ont été conservés par les Romains d'Orient : droit écrit (le Code de Justinien et ses avatars), empereur responsable devant le Sénat[réf. nécessaire], absence de servage, collectivités agricoles libres, techniques agricoles élaborées (irrigation), architecture romane, aqueducs et eau courante, tout-à-l'égout et éclairage des villes, usage des bains publics, que nous appelons « bains turcs »[réf. nécessaire]), sémaphores[réf. nécessaire] et phares.
L'Empire romain d'Orient a aussi assuré la conservation et la transmission des textes antiques, notamment ceux de la philosophie grecque et de la médecine hippocratique, dans les universités de Constantinople, Trébizonde et Mistra. Ces savoirs ont aussi été transmis aux Arabes qui à leur tour les ont communiqués à l'Occident.

### L'Empire byzantin de la fin duVesiècleà la quatrième croisade (1204)
La disparition de l'Empire romain d'Occident (remplacé par différents royaumes germaniques) et le retrait de ses légions romaines, ainsi que les menaces permanentes sur leurs frontières, amènent les Byzantins à se doter d'une armée puissante, dont la tactique a évolué et commencé à s'élaborer de manière autonome dès le VIe siècle.
La langue latine est utilisée au départ à la cour de Constantinople, mais le grec devient progressivement la langue de l'Empire, ce qui est renforcé par l'évolution religieuse du christianisme.
L'empire byzantin, issu de l'empire romain d'Orient, est en effet un État chrétien, dans lequel tout culte polythéiste et toute doctrine chrétienne « hérétique » sont interdits. Mais le christianisme byzantin évolue différemment du christianisme occidental (par exemple, sur la question du mariage des prêtres ou du rôle des « images »), de sorte que l'autorité de l'évêque de Rome comme chef de l'Église (pape) est de moins en moins reconnue par les patriarches d'Orient (Constantinople, Antioche, Alexandrie, etc.) ; ce qui aboutit au schisme de 1054, qui sépare les « catholiques » (de rite « latin ») et les « orthodoxes » (de rite « grec »).

### La période de la domination des chrétiens d'Occident (1204-1261)
La quatrième croisade qui s'achève par la prise en 1204 de Constantinople par les Croisés, fortement influencés par la république de Venise, provoque une fragmentation de l'Empire en plusieurs États, les uns dirigés par des Grecs (empire de Nicée, empire de Trébizonde, despotat d'Épire), les autres appelés « latins », en référence au rite latin de l'Église catholique, dirigés par des nobles occidentaux.

### L'Empire byzantin rétabli et la conquête ottomane (1261-1453)
À partir de 1261, l'Empire byzantin est rétabli, mais sans retrouver la puissance qu'il avait avant cet épisode malheureux : affaibli, il ne va pas être capable de résister à l'avancée des  Turcs ottomans.
Les Turcs ottomans, qui atteignent le Proche-Orient après d'autres envahisseurs, les Mongols, les Turcs Seldjoukides, progressent d'abord en Anatolie, après avoir pris le contrôle de diverses principauté musulmanes établies dans la région.
Au XVe siècle, ils s'attaquent aux deux grandes villes de l'empire : Thessalonique, prise en 1430 (ce qui livre aux Turcs la région comprise entre Thessalonique et Constantinople), puis Constantinople, qui tombe en 1453.
Un certain nombre de territoires restés grecs sont pris un peu plus tard : Trébizonde et Mistra en 1461? la Crimée grecque en 1475. 
La date de 1453 est cependant retenue comme la plus significative, étant donné qu'il s'agit de la prise de la capitale de l'Empire.

### La Grèce d'Europe dans l'Empire byzantin
Thessalonique est toujours restée une grande ville de l'Empire byzantin, une position clef dans la défense de l'Empire, notamment face aux invasions germaniques et slaves, avant celle des Ottomans. 
La pénétration slave est forte en Macédoine, où l'usage du grec recule.
Les anciennes cités, notamment Athènes, deviennent des petites villes. 
La création par les Latins de la principauté d'Achaïe dans le Péloponnèse aboutit à la création d'une nouvelle capitale, Mistra, fondée par Guillaume II de Villehardouin. Elle va ensuite rester le centre du despotat de Morée.

## Domination ottomane
La majeure partie de la Grèce fait partie de l’Empire ottoman, dès le XIVe siècle, avant même donc la chute de Constantinople, et jusqu’à la fin de la guerre d'indépendance grecque au début des années 1830. 
Constantinople tombe aux mains des Ottomans le mardi 29 mai 1453, Athènes en 1456 et Sparte (devenue Mistra) en 1460. 
Barbarossa s'empare des Cyclades dans les années 1530. 
La Crète est enlevée aux Vénitiens en 1669. 
Le système ottoman du « millet », qui consistait à gouverner les populations selon leur religion, s'applique à la Grèce et, concernant les chrétiens orthodoxes le patriarche de Constantinople en devient le représentant et le responsable aux yeux du Sultan. 
Les ottomans font travailler les anciens citoyens de l'Empire romain d'Orient (nommés, pour cette raison, Roum ou Roumis) dans leurs timars (domaines agricoles), prélèvent l'impôt (Kharâj) et un garçon par famille pour la troupe des janissaires (devchirmé), mais l'Église et le clergé orthodoxe assurent l'éducation, l'entraide et la cohésion de ces populations de ghiaours (non-musulmans). 
Dans ces conditions, la prospérité marchande, le dynamisme intellectuel et les quelques privilèges religieux maintinnent le sentiment national grec et la volonté de se libérer du joug turc.
Cependant, une partie non négligeable de l'actuel territoire rest jusqu'assez tardivement sous la souveraineté vénitienne, en particulier la Crète, tandis que Corfou, Ithaque et l'archipel ionien n'ont jamais fait partie de l'Empire ottoman. 
Le Péloponnèse (Morée) est aussi reconquis pendant 30 ans jusqu'en 1715 par les Vénitiens.

## La république des Sept-îles
Les trois éphémères départements français de Grèce (1797-1799), à la suite du traité de Campo-Formio (1797) sont : Corcyre, Ithaque, Mer-Égée.
La brève « république des Sept-Îles »  (1799-1814) est le nom donné à l'entité rassemblant sept îles de la mer Ionienne (anciennement vénitiennes) et que la France s’était attribuée au traité de Campo-Formio en 1797, entité formée en 1799, sous la double protection de la Russie et de l'Empire ottoman.
Les sept îles composant la république des Sept-îles étaient :
- Corfou, capitale Corfou.
- Paxos (Paxi ou Paxo)
- Leucade (Sainte-Maure), capitale : Leucade.
- Céphalonie, capitale : Argostoli.
- Ithaque (Theaki, ou Petite Céphalonie), capitale : Vathy.
- Zakynthos (Zante), capitale : Zante.
- Cythère (Cerigo), capitale Cythère.

La république des Sept-Îles est reconnue par la République française par le traité d’Amiens en 1801. Le 18 vendémiaire An X (10 octobre 1801), Charles-Maurice de Talleyrand-Périgord pour la France et le comte de Markoff pour la Russie, concluent à Paris une convention secrète par laquelle les deux pays reconnaissent et garantissent l’indépendance et la constitution de la république des Sept-Îles-Unies, et conviennent qu’il n’y aurait plus de troupes étrangères dans ces îles. Mais l'archipel est occupé par l'Empire français après le traité de Tilsit en 1807.
En 1809, les Britanniques occupent les îles, à l’exception de Corfou, vigoureusement défendue par le général Donzelot jusqu’en 1814, date à laquelle le traité de Paris place les îles Ioniennes sous le protectorat britannique. Elles prennent alors le nom de « république des îles Ioniennes ».
« La république des Îles Ioniennes avec 200 000 habitants, un revenu public de 2 millions de francs, et une milice nationale de 4 à 5 000 hommes, ne pourrait maintenir son indépendance ; mais le Royaume-Uni y entretient environ 2 400 hommes de troupe, et quelques frégates y viennent souvent montrer le pavillon britannique. On assure que le gouvernement britannique dépense jusqu’à 50 000 livres sterling à l’entretien des fortifications, et à la partie de la solde des troupes qui n’est pas à la charge des insulaires. À ce prix, il tient les clefs de la mer Adriatique, et surveille l’Archipel. » (Malte-Brun, Précis de la Géographie universelle, 1837, tome IV, livre 120, t, p. 350.)
Durant le demi-siècle d'existence de la république des îles Ioniennes (1815-1864), elle est un foyer culturel où se croisent des familles grecques de culture vénitienne telles que les Da Roma, des Phanariotes retirés de la vie politique ottomane tels les Cantacuzène, des républicains grecs tels Capodistria et des humanistes romantiques britanniques tels Lord Byron. Les îles servent aussi de villégiature pour des membres des familles régnantes d'Europe, dont les Habsbourg, qui y possèdent et fréquentent des résidences d'hiver.
En 1864, le Royaume-Uni se retire de l’archipel, dès lors rattaché à la Grèce.

## L'autonomie de Samos et de la Crète
L'île de Samos en Mer Égée a été une principauté autonome de 1829 à 1913 sous la dynastie moldave des Sturdza puis de celle locale des Kopassis. En 1913 elle choisit le rattachement à la Grèce, comme la Crète (en révolte depuis 1866, reconnue autonome depuis 1898, grecque de facto depuis 1908) et la plupart des îles Égéennes.

## Guerre d’indépendance (1821-1829)
En 1821, les Grecs se révoltèrent contre l'Empire ottoman et l'indépendance fut officiellement proclamée lors de l'Assemblée nationale d'Épidaure en janvier 1822. L'opinion publique européenne était assez favorable au mouvement, à l'image de Chateaubriand, Jean-Gabriel Eynard, Lord Byron, François Pouqueville ou le colonel Fabvier, quelques-uns des nombreux philhellènes. La Russie était, quant à elle, intéressée au sort des Orthodoxes grecs. Cependant aucun pays, telle la France de Villèle, ne bougea, à cause du poids politique et diplomatique de la Sainte-Alliance et particulièrement de l'Autriche de Metternich, partisan acharné de l'ordre et de l'équilibre. Seule exception, la toute jeune république d'Haïti, qui dès le 15 janvier 1822 est la première nation à reconnaître l'indépendance de la Grèce. Par l'entremise de l'abbé Grégoire, le président Boyer décide d'envoyer une aide aux indépendantistes, proportionnelle à ses moyens, avec 25 tonnes de café et 100 soldats haïtiens. Ces derniers n'arriveront jamais, sûrement victimes de piraterie.
Des Grecs vivant hors de l’Empire ottoman, par exemple l'élite de Constantinople (les Phanariotes) ou des habitants des îles Ioniennes tels que Ioánnis Kapodístrias ou Spirídon Trikoúpis, vinrent rapidement en aide aux révolutionnaires.
Pendant deux ans, les Grecs multiplièrent les victoires. Cependant, ils commencèrent à se déchirer. La Sublime Porte appela à l'aide son puissant vassal égyptien Méhémet Ali. Pour les Grecs, une phase de répression commença. Cependant les Russes souhaitaient de plus en plus ardemment intervenir. Les Britanniques, quant à eux, désiraient limiter l'influence russe dans la région. Une expédition navale de démonstration fut suggérée en 1827 par le traité de Londres (1827). Une flotte conjointe russe, française et britannique rencontra et détruisit, sans l'avoir vraiment cherché, la flotte turco-égyptienne, lors de la bataille de Navarin. La France intervint, dans un esprit de croisade, par l'expédition française en Morée (Péloponnèse) en 1828. La Russie déclara la guerre aux Turcs la même année. Sa victoire fut entérinée par le traité d'Andrinopole, en 1829, qui augmentait son influence régionale.
Ces interventions européennes précipitèrent la création de l'État grec. La conférence de Londres (1830), où se réunirent des représentants britanniques, français et russes, permit en effet l'affirmation de l'indépendance grecque que la Prusse et l'Autriche autorisèrent. La France, la Russie et le Royaume-Uni gardèrent ensuite une influence notable sur le jeune royaume.

## La Grèce moderne: de l'indépendance à nos jours (depuis 1830)

Évolutions territoriales

L'État grec obtient son indépendance en 1830 après huit ans de guerre contre l'Empire ottoman. Le Royaume-Uni, la France et la Russie lui imposent un roi d'origine bavaroise : Othon Ier, pour remplacer la courte république qui avait vu le jour et dont Ioánnis Kapodístrias fut le premier chef d'État. Othon met en place une monarchie absolue, mais il est contraint de convoquer une assemblée constituante à la suite du coup d'État du 3 septembre 1843 (13 septembre 1843 pour le calendrier grégorien).
La Grèce, au milieu du XIXe siècle, est largement un pays sous la tutelle de ses « protecteurs » et financiers qui orientent sa politique extérieure. 
Elle ne connaît guère de développement industriel et l'agriculture dépend de grandes exploitations aux techniques archaïques dans lesquelles est employée une main d'œuvre misérable.
Seule la finance, grâce aux prêts des puissances protectrices, et l'armement naval se développent sans profiter à la majorité de la population. 
L'administration de l'État se base davantage sur des critères d'allégeance au pouvoir que de compétence et forme un clientélisme appelé à perdurer. 
Au début du XXe siècle, la Grèce compte près de 370 000 fonctionnaires pour 2 500 000 actifs. 
Le coût de la fonction publique est déjà énorme.
Georges Ier règne ensuite comme Roi des Hellènes de 1863 à son assassinat en 1913. Ensuite, la Grèce voit se succéder républiques et restaurations monarchiques jusqu'à l'abolition, pour l'instant définitive, de la monarchie en 1974.
La Grèce entre tardivement, aux côtés de l'Entente, dans la Première Guerre mondiale (2 juillet 1917) mais les conflits consécutifs se poursuivent jusqu'en 1923 pour se solder par une « Grande Catastrophe » : la fin de l'hellénisme en Anatolie après deux millénaires et demi d'existence. La Seconde Guerre mondiale commence pour la Grèce lorsque l'Italie de Mussolini envoie un ultimatum inacceptable auquel Metaxas répond par un Non désormais célèbre. 
La guerre italo-grecque, tournant au désavantage de l'Italie, entraîne l'intervention de l'Allemagne nazie. Occupée par l'Allemagne, l'Italie et la Bulgarie, la Grèce est gouvernée par un régime collaborateur (1941-1944), tandis que le roi, réfugié à l'étranger, anime un gouvernement en exil. La Grèce est, après la Pologne et l'Union soviétique, le pays à avoir le plus souffert pendant la guerre. L'occupation italienne et allemande a provoqué la mort d'une personnes sur dix - la moitié des victimes sont mortes de faim.
Des groupes de résistance ont spontanément émergé, puis se sont unifiées en une organisation nationale, l'EAM-ELAS (Front national de libération, proche du Parti communiste), qui exerça un contrôle de plus en plus effectif sur les zones rurales, menaçant les lignes de communication allemandes. La retraite de l'armée allemande, à la fin 1944, laissa à la résistance le contrôle de la plus grande partie du pays. Il n'aurait fallu à ses forces qu'un effort minime pour occuper Athènes. Probablement sous la pression de l'URSS, l'EAM-ELAS laissa pourtant les troupes britanniques investir la ville et rétablir le pouvoir de la monarchie et l'ancienne classe dirigeante. Le Royaume-Uni eut à faire usage de la force pour écraser une tentative de mutinerie menée par des milliers de soldats grecs exilés en Egypte et opposés à ces arrangements. Début décembre, le gouvernement exigea le désarmement de la résistance et ses troupes ouvrirent le feu sur une immense manifestation à Athènes, tuant cinquante-huit personnes. Winston Churchill envoya des unités supplémentaires et ordonna au commandant des troupes britanniques sur place, Ronald Scobie : « N'hésitez pas à vous comporter comme si vous étiez dans une ville conquise où une rébellion locale est en cours. » Les forces de l'EAM se retirèrent de la capitale et furent dissoutes un mois plus tard à l'issue d'un accord avec le gouvernement, lequel exerça peu après, par crainte d'un coup de force des communistes, une violente répression. Au moins 50 000 partisans de l'EAM furent emprisonnés et internés pendant l'année 1945.
En 1946, la Grèce sombre dans la guerre civile dans laquelle l'EAM-ELAS, son plus puissant mouvement de libération, dirigé par le Parti communiste de Grèce, fut impliqué. Le gouvernement monarchiste et ses alliés britannique et américain s’appuient sur des milices d'extrême droite et précédemment collaborationnistes pour combattre l'EAM, finalement défait en 1949.
La Constitution laisse au roi des pouvoirs considérables: Celui-ci peut bloquer toute loi ou légiférer par décrets. Ainsi, les souverains s’opposent au premier ministre Konstantínos Karamanlís, puis à Geórgios Papandréou, qui a recueilli près de 70 % des suffrages lors des élections de 1964. Le palais nomme plusieurs gouvernements de son choix mais qui ne disposent pas de majorité au Parlement, provoquant des manifestations parfois violemment réprimées, au prix de plusieurs morts. Le Parti communiste reste interdit mais maintient une activité clandestine. Les habitants doivent se soumettre à un « certificat de civisme » attribué par la police. Les États-Unis exercent une grande influence sur l’État grec aux niveaux économique et militaire par l’intermédiaire du plan Marshall, mis en place en 1947.

### Dictature des colonels (1967-1974)
La dictature des colonels est le nom donné au pouvoir politique en place en Grèce de 1967 à 1974, qui provoqua en outre l'exil du roi Constantin II monté sur le trône en 1964. Cette dictature est issue de la prise du pouvoir par une junte d'officiers alors dominée par Geórgios Papadópoulos. Les officiers putschistes sont issus d’une organisation secrète anticommuniste, l’Idea, liée à l’armée américaine.
Après le coup d’État, nombre de syndicalistes, d'anciens résistants et d'hommes politiques sont arrêtés ou exilés dans les îles. La torture est fréquemment employée dans les prisons. La dictature exalte le passé antique dans les stades par des fêtes inspirées par les péplums, tout en déclarant instaurer un ordre moral chrétien, asséné par le slogan « Grèce des Grecs chrétiens ». Les minijupes et les cheveux longs sont interdits.
En 1973, plusieurs universités sont occupés par des étudiants contestataires ; la répression militaire fait plus de cent morts. Geórgios Papadópoulos, qui s'était déclaré président et régent malgré l'opposition de ses rivaux au sein du régime, se voit destitué. Dimítrios Ioannídis prend le pouvoir et instaure une deuxième dictature militaire. Persuadé de la protection américaine, Ioannidis provoque en juillet 1974 un coup d’État à Chypre pour renverser le président Makarios, accusé de sympathies communistes, et unir Chypre à la Grèce. L'armée turque réagit en envahissant 40 % de l'ile ; l'invasion fait plusieurs milliers de morts et de disparus et plus de 300 000 réfugiés. Après cet échec, le régime des colonels est contraint de céder le pouvoir à des hommes politiques civils qui organisent une transition vers un régime parlementaire.

### Croissance et décroissance économique
- Procédure d'adhésion de la Grèce à la Communauté économique européenne (1981)

En 1981, le PASOK d'Andréas Papandréou accède au pouvoir. La Grèce connaît alors une forte croissance économique, et des niveaux de vie jamais atteints auparavant, notamment grâce à la hausse du tourisme étranger en Grèce. Elle adhère à l'Union européenne en 1981, adopte la monnaie européenne en 2001. Le pays accueille les Jeux Olympiques en 2004 à Athènes. À partir de 2007, le pays est touché par la crise économique mondiale, il connaît en 2008 une grave crise budgétaire, et est forcé de demander l'aide de l'Union européenne, dont les drastiques conditions provoquent à partir de décembre 2008 une spectaculaire augmentation du chômage, une paupérisation rapide des classes moyennes, la multiplication des personnes sans domicile fixe et des émeutes dans les grandes villes.
Dès lors, la crise fait vaciller la stabilité de l'euro dans toute l'Europe, mais particulièrement en Grèce dont les comptes publics truqués et les dépenses publiques non contrôlées aboutissent à des privatisations en cascade, au recul des services publics et aux rachats massifs par des capitaux étrangers, par exemple le port du Pirée par des capitaux chinois ou un ensemble d'aéroports par une entité allemande.

### Galerie de dirigeants politiques récents
Présidence de la République

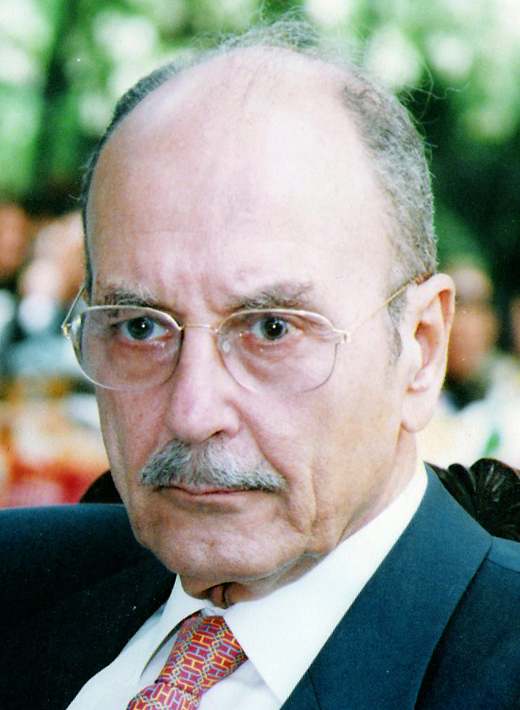
Konstantínos Stefanópoulos 1995-2005
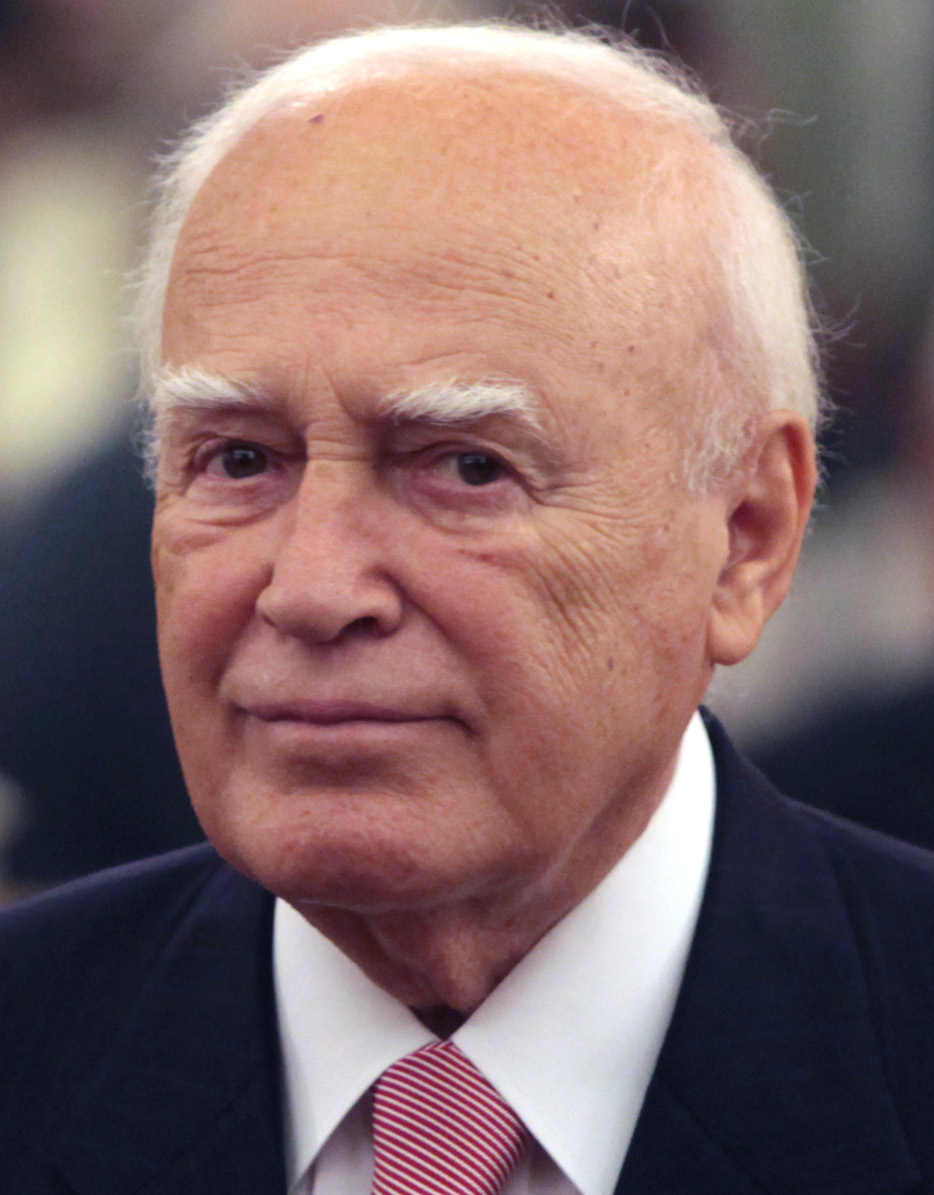
Károlos Papoúlias 2005-2015
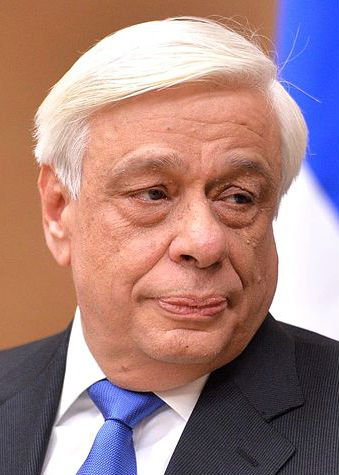
Prokópis Pavlópoulos 2015-2020
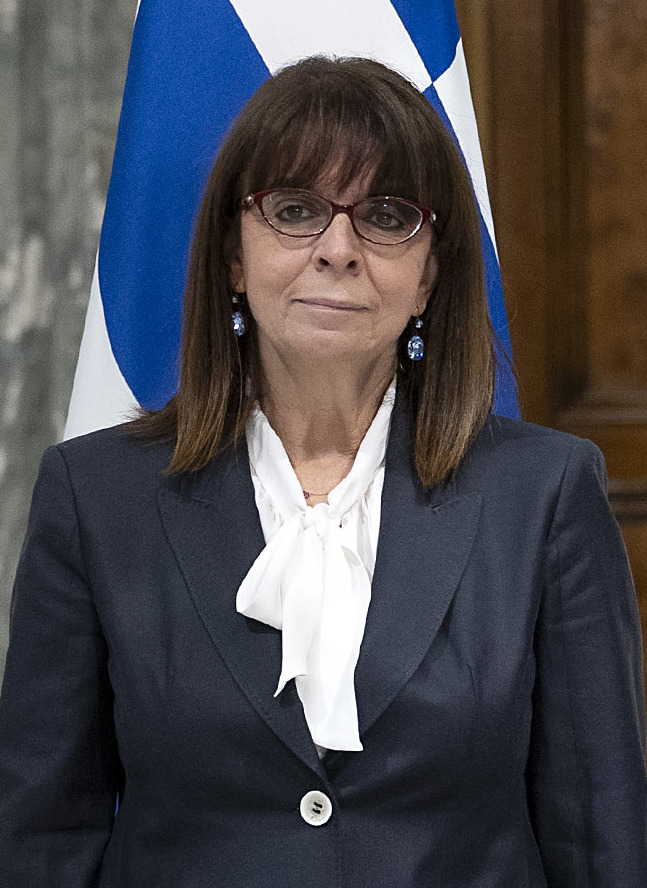
Ekateríni Sakellaropoúlou 2020-présent

Premier/ère ministre

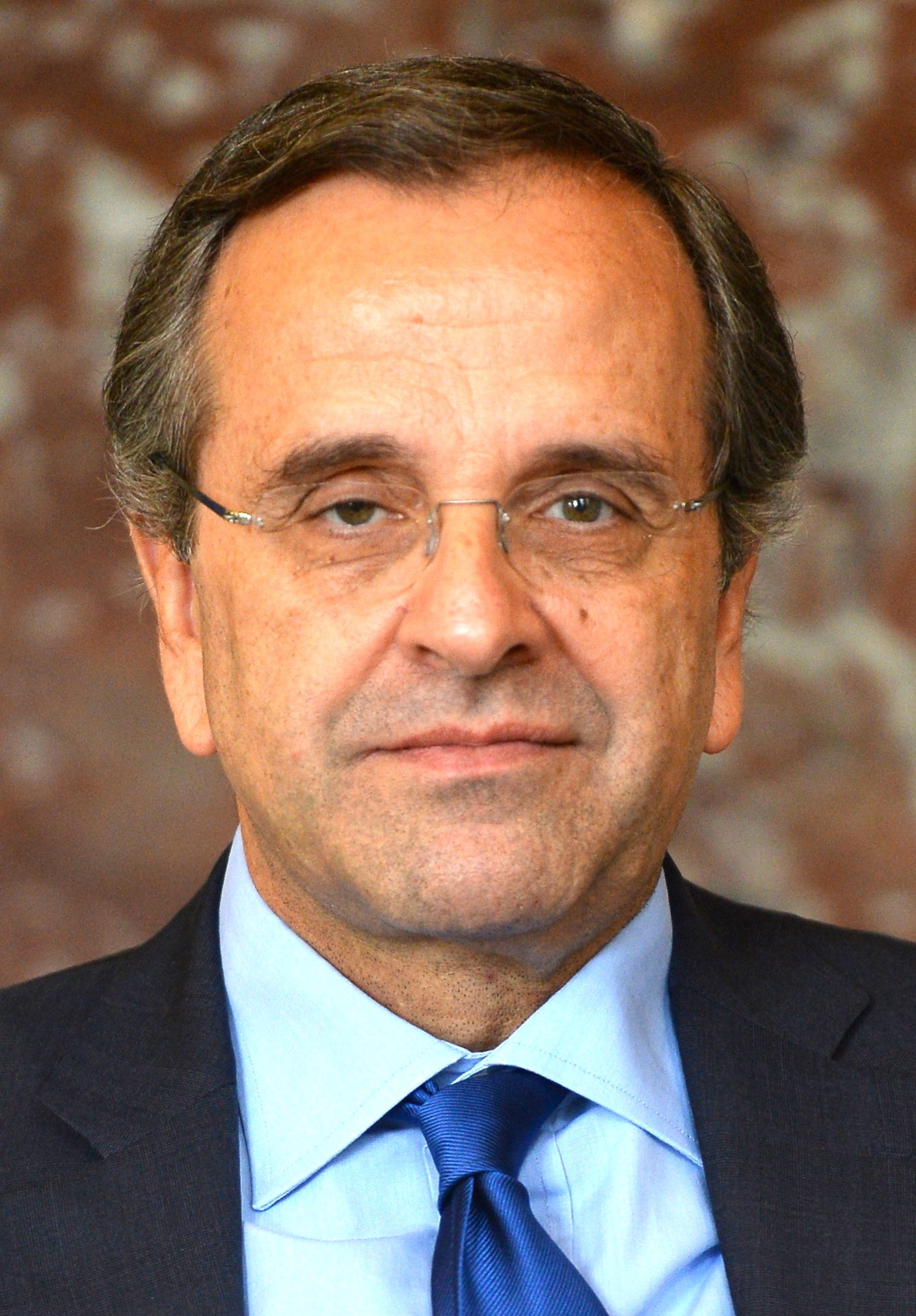
Antónis Samarás 2012-2015
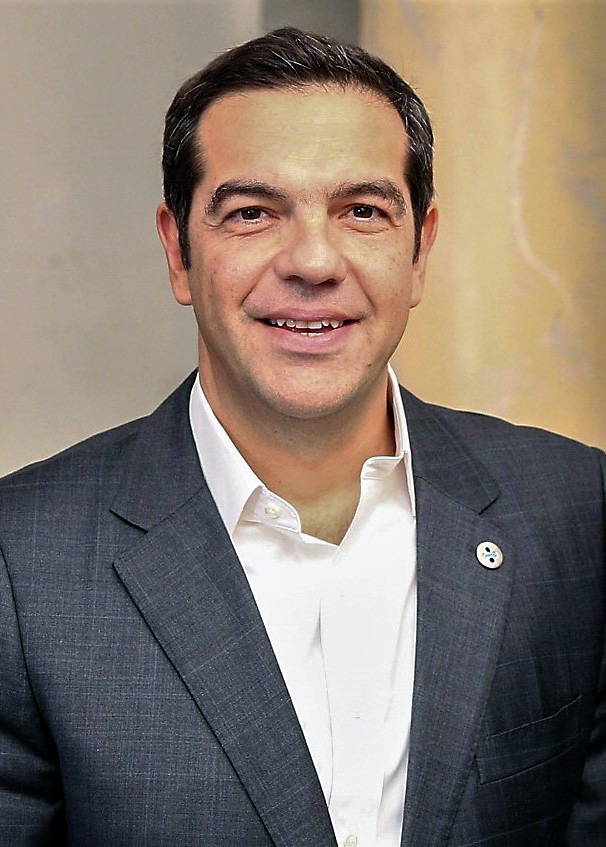
Aléxis Tsípras 2015 2015-2019
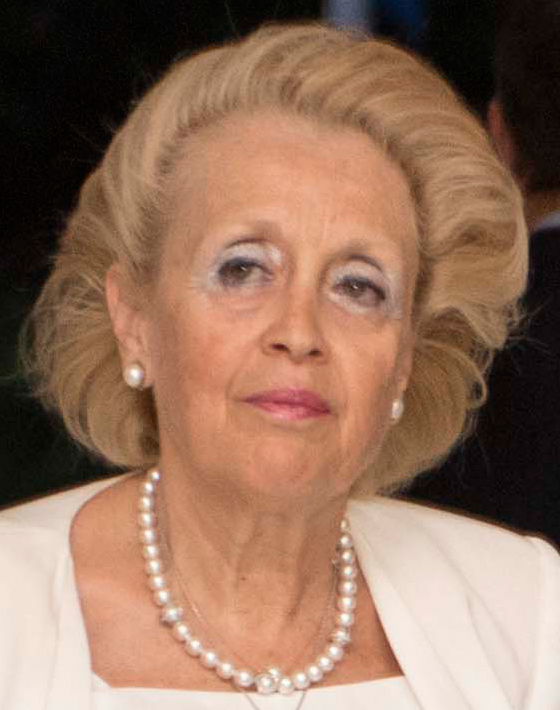
Vassilikí Thánou-Christophílou 2015
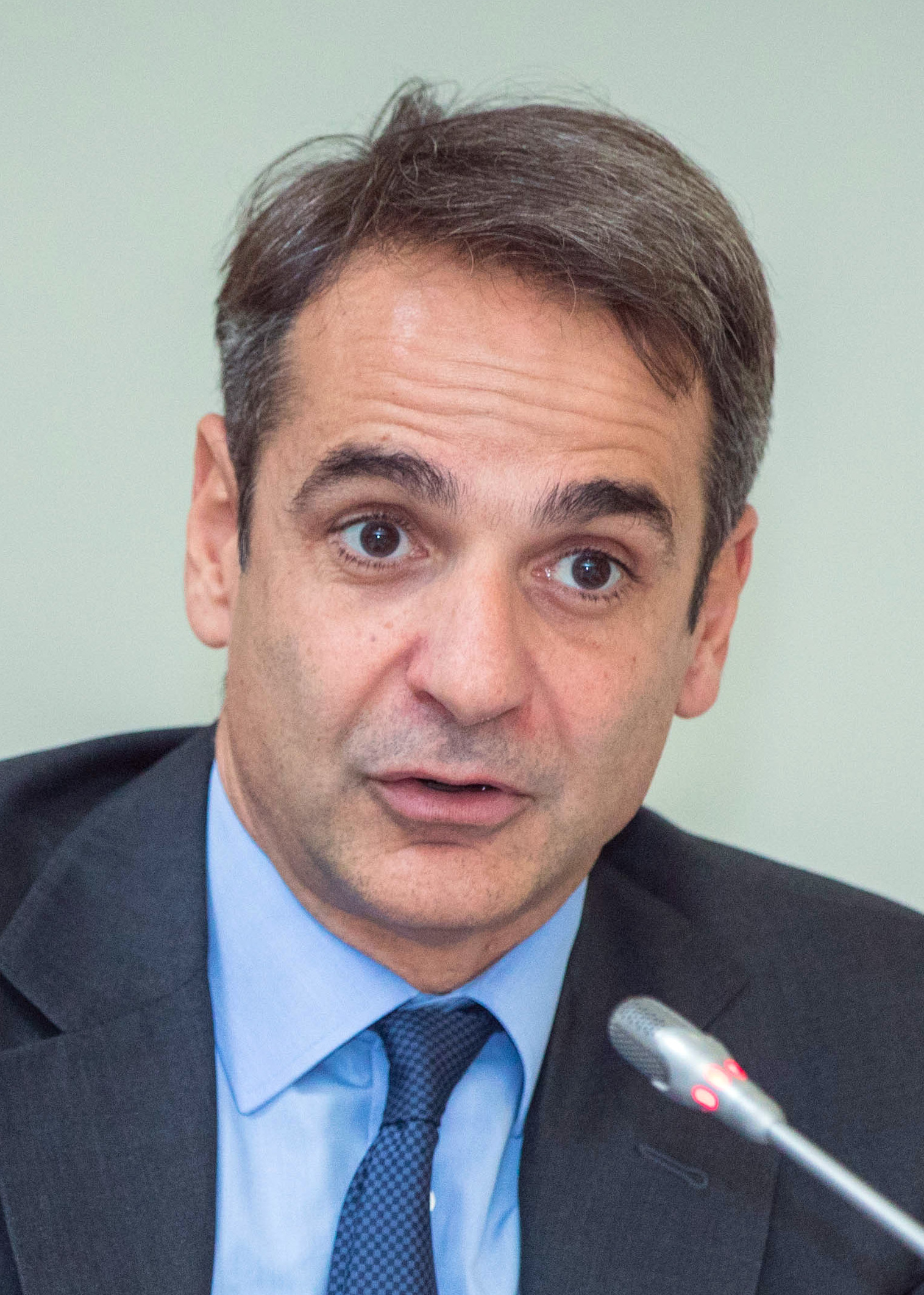
Kyriákos Mitsotákis 2019-2023 2023-présent